# جون باسيت مور
جون باسيت مور (بالإنجليزية: John Bassett Moore)‏ هو دبلوماسي وقاضي ومحامي ومحامي أمريكي، ولد في 3 ديسمبر 1860 في سميرنا في الولايات المتحدة، وتوفي في 12 نوفمبر 1947 في نيويورك في الولايات المتحدة.

## وصلات خارجية
- جون باسيت مور على موقع الموسوعة البريطانية (الإنجليزية)